# Стадіон імені Лофтуса Версфельда
Стадіон імені Лофтуса Версфельда (англ. Loftus Versfeld Stadium) — стадіон в Преторії, ПАР. Місткість стадіону — 51 762. Стадіон обрано для проведення матчів чемпіонату світу з футболу 2010. На арені відбулися п'ять матчів групового раунду і одна гра 1/8 фіналу.

## Історія
Стадіон імені Лофтуса Версфельда є історичним спортивним спорудженням. Територія, на якій побудований стадіон, використовувалася для спортивних заходів з 1906 року. Стадіон був побудований в 1923 році та вміщав 2000 чоловік. З тих пір споруда була реконструйована кілька разів.
У 1932 році стадіон назвали на честь громадського діяча Роберта Оуена Лофтуса Версфельда, який багато зробив для розвитку спорту в регіоні.
З 11 червня 1998 по 4 лютого 2003 року стадіон офіційно називався «Мінолта Лофтус», на честь спонсора стадіону - компанії Minolta.
5 лютого 2003, після переходу спонсорства від Minolta до гігантської корпорації Securicor стадіон отримав назву «Сек'юрікор Лофтус».
1 вересня 2005 новий спонсор стадіону - оператор стільникового зв'язку Vodacom - повернув стадіону його первинну назву «Лофтус Версфельд».
У лютому 2009 року була завершена реконструкція стадіону, після чого його місткість збільшилася до 51 762 місць.